# Gerda Alexander
Pour les articles homonymes, voir Alexander.
 (août 2011).
Si vous disposez d'ouvrages ou d'articles de référence ou si vous connaissez des sites web de qualité traitant du thème abordé ici, merci de compléter l'article en donnant les références utiles à sa vérifiabilité et en les liant à la section « Notes et références ».
Gerda Alexander, née le 15 février 1908 et morte le 21 février 1994, est une femme allemande qui a passé la plus grande partie de sa vie au Danemark, à Copenhague. Cette personnalité du XXe siècle est connue pour la méthode de prise de conscience du corps qu'elle a créée et appelée l'eutonie.

## Enfance
Elle est née dans la région de Cologne, à Wuppertal en 1908. Ses parents sont conquis par les idées nouvelles sur l'éducation musicale des enfants par une méthode inventée par Émile Jaques-Dalcroze, la rythmique. C'est une pratique par laquelle les enfants doivent apprendre et exprimer la musique qu'ils entendent avec leur corps en bougeant. C'est une préparation à la musique, à la danse, à l'opéra, au théâtre, à l'interprétation comme à la mise en scène, et à tous les autres arts. Son père, excellent pianiste amateur, joue tous les soirs à la maison. Si elle est énervée, celui-ci la pose sur le piano, en pensant que les vibrations la calment. Et, à l'âge de 7 ans, ses parents l'inscrivent à un cours de rythmique.

## Formation initiale
Gerda Alexander va beaucoup aimer cette activité qu'elle va pratiquer enfant puis adolescente. Puis, elle va suivre la formation qui va l'amener à être, à son tour, professeur de rythmique. Parallèlement, elle est inscrite au conservatoire de Bonn où elle suit des études musicales et apprend le piano.
Elle est alors jeune, active, enthousiaste et se dépense sans compter. Elle participe à de nombreux congrès pour présenter la rythmique. Tous ces congrès sont inspirés et basés sur les recherches du début du XXe siècle sur le mouvement libre : comment permettre aux individus de se dégager de l’influence de l'expression qui leur est propre. Gerda Alexander prend conscience des différentes façons de voir la rythmique, elle fait le tri pour créer son propre mouvement.

## Deuxième axe de recherche
Hélas, très jeune, à 17 ans, elle tombe malade, atteinte d'un rhumatisme articulaire aigu et d'une endocardite. Ce handicap l’obligera à se débrouiller seule pour développer ses recherches. Malgré sa maladie, elle obtient son premier poste de professeur de rythmique.
Elle répond à la demande de former à la rythmique des maîtresses de jardin d'enfants et des professeurs de gymnastique à Copenhague et à Malmö. C'est ce qui l'amène à s'installer au Danemark où elle passera la plus grande partie de sa vie. C'est là qu'elle élaborera sa méthode, l'eutonie, qui la fera connaître en Europe et en Amérique.
C'est en 1940 que, pour la première fois, elle forme aussi des particuliers. On appellera, plus tard, ses élèves des eutonistes ou des professeurs d'eutonie. Gerda Alexander élaborera sa méthode en l'enrichissant de principes jusqu'en 1980.

## L'eutonie
L'eutonie est une pratique d'hygiène de vie corporelle inventée au Danemark par Gerda Alexander dans la première moitié du XXe siècle. 

### Présentation
Gerda Alexander, atteinte d'un rhumatisme articulaire aigu dans sa jeunesse a créé l'eutonie comme une méthode pour se mouvoir plus facilement. Le mot eutonie est composé des racines grecques : eu qui signifie « juste » et tonos qui signifie « tonus ».
D'après ses promoteurs, l'eutonie est une méthode de prise de conscience du corps, ou « d'éducation somatique »[source insuffisante] comme le sont la Technique Alexander, la Méthode Ehrenfried, la Méthode Feldenkrais et l'haptonomie. Dans un cours ou un stage d'eutonie l'élève apprend à se relaxer mentalement et physiquement[source insuffisante], à bouger avec économie et efficacité[source insuffisante].

### L'aspect thérapeutique
Ayant remarquablement dépassé les séquelles invalidantes de sa maladie et ayant retrouvé la santé, Gerda Alexander va essayer ses découvertes pour aider d'autres personnes atteintes de divers handicaps. Grâce à certains médecins, intéressés par les effets de l'eutonie, elle va découvrir ce qu'apportent la prise de conscience du corps, la détente physique et mentale et l'amélioration de l'exécution des mouvements. C'est le docteur Bartussek, qui en 1957, lui propose d'appeler sa méthode l'eutonie à partir des racines grecques eu signifiant « bon » et tonos signifiant « tonus ». Jusque-là, on parlait de la méthode de relaxation et de mouvement de madame Alexander. Ce sera plus simple et plus clair. Plus clair, car dans la même période, un Australien, vivant au Royaume-Uni, découvre lui aussi sa méthode. Il porte par hasard le même nom et nomme sa méthode la Technique Alexander. Un autre homme invente une méthode comparable et lui donne son nom. Là, pas d'équivoque, ce sera la méthode Feldenkrais.

### L'aspect pédagogique
Artiste à l'origine, Gerda Alexander va s'intéresser à la préparation corporelle et au maintien de la santé et du confort physique des danseurs de l’Orchestre symphonique de la Radio Nationale Danoise . Elle saura les intéresser à l'eutonie en tant que pédagogie pour libérer et prévenir leur corps des douleurs et des tensions dues à l'exercice de leur art.

### L'aspect développement personnel ou développement artistique
Gerda Alexander remarquera que personne n'obtient une libération de son corps sans que cela n'entraîne un remaniement positif et plus profond de sa personne. Et pour l'artiste, libérer son corps, c'est libérer son premier instrument d'expression.

## École internationale
Deux pays vont bien accueillir Gerda Alexander et l'eutonie. Ce sont l'Allemagne, son pays natal, et la France où elle fera connaître l'eutonie par des stages renouvelés sur de nombreuses années, tout en suscitant l'envie chez les amateurs de se former, dans son école puis dans les écoles qui s'ouvriront, pour devenir professeur d'eutonie. Avec la France, les pays de langue française (la Belgique, le Québec et la Suisse) puis plus tard l'Amérique latine (l'Argentine et le Brésil) accueilleront et Gerda Alexander et l'eutonie.

## Les livres sur l'eutonie
Gerda Alexander s'explique sur sa découverte dans un livre écrit en allemand en 1976 et tout de suite traduit en français l'année suivante en 1977. Il sera réédité plusieurs fois. On le trouve actuellement sous le titre Le Corps retrouvé par l'Eutonie aux éditions Le Bout du Monde.
Dans le livre de Violeta Hemsy de Gainza aux éditions Dervy Entretiens avec Gerda Alexander sur l'Eutonie, elle raconte encore de façon très vivante son cheminement.
Outre ces deux livres, il existe dix livres parus sur l'eutonie. On trouve cette bibliographie sur le site eutonie.com.

## Postérité
Gerda Alexander décède en 1994, à l'âge de 86 ans.
L'eutonie inspire des disciplines, où le corps est de quelque importance, par les grands principes qui l'expliquent et qui expliquent le rapport que chacun devrait entretenir avec lui, que Gerda Alexander aura dégagés.